# Pierson (Michigan)
Pierson – wieś w Stanach Zjednoczonych, w stanie Michigan, w hrabstwie Montcalm.